# Leichtathletik-Europameisterschaften 2006/400 m Hürden der Männer

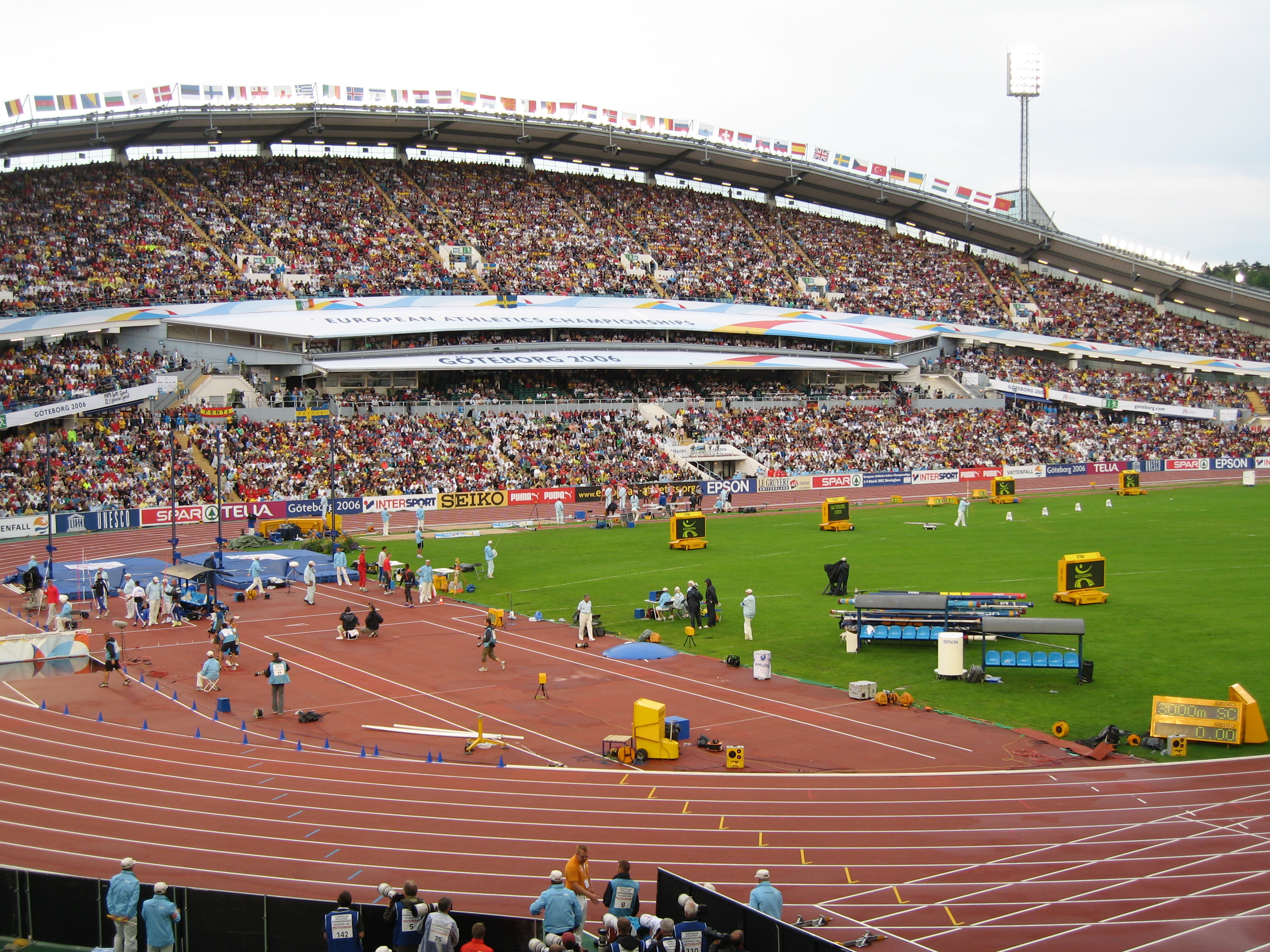
Das Ullevi-Stadion in Göteborg während der Europameisterschaften 2006

Der 400-Meter-Hürdenlauf der Männer bei den Leichtathletik-Europameisterschaften 2006 wurde am 9. und 10. August 2006 im Ullevi-Stadion der schwedischen Stadt Göteborg ausgetragen.
Europameister wurde der griechische WM-Dritte von 2003 Periklís Iakovákis. Er gewann vor dem Polen Marek Plawgo. Der Brite Rhys Williams belegte Rang drei.

## Bestehende Rekorde
| Weltrekord           | 46,78 s | Kevin Young      | OS Barcelona, Spanien  | 6. August 1992    |
| Europarekord         | 47,37 s | Stéphane Diagana | Lausanne, Schweiz      | 5. Juli 1995      |
| Meisterschaftsrekord | 47,48 s | Harald Schmid    | EM Athen, Griechenland | 8. September 1982 |

Der bestehende EM-Rekord wurde bei diesen Europameisterschaften nicht erreicht. Die schnellste Zeit erzielte der griechische Europameister Periklís Iakovákis mit 48,46 s, womit er 98 Hundertstelsekunden über dem Rekord blieb. Zum Europarekord fehlten ihm 1,09 s, zum Weltrekord 1,68 s.

## Legende
Kurze Übersicht zur Bedeutung der Symbolik – so üblicherweise auch in sonstigen Veröffentlichungen verwendet:
| DSQ | disqualifiziert                |
| DNS | nicht am Start (did not start) |

## Vorrunde
16. August 2006, 17:35 Uhr
Die Vorrunde wurde in drei Läufen durchgeführt. Die ersten beiden Athleten pro Lauf – hellblau unterlegt – sowie die darüber hinaus zwei zeitschnellsten Läufer – hellgrün unterlegt – qualifizierten sich für das Finale.
Bei der geringen Teilnehmerzahl von 21 Langhürdensprintern wurde auf ein Halbfinale verzichtet, nach der Vorrunde ging es am darauffolgenden Tag ins Finale.

### Vorlauf 1

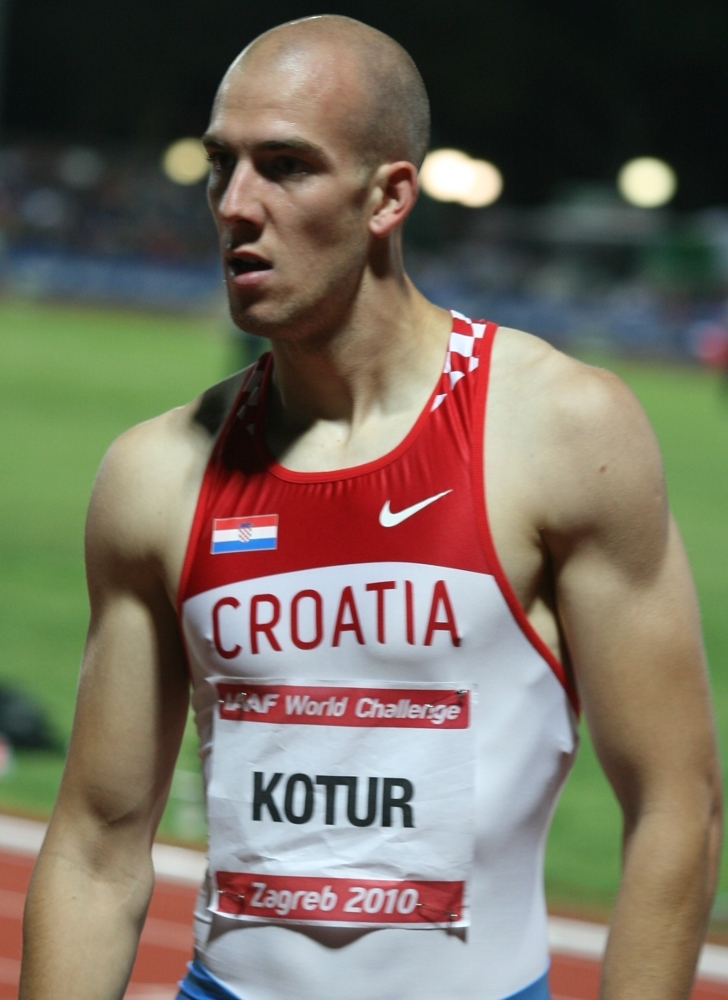
Milan Kotur schied als Fünfter seines Vorlaufs aus

9. August 2006, 17:40 Uhr
| Platz | Name                 | Nation         | Zeit (s) |
| ----- | -------------------- | -------------- | -------- |
| 1     | Marek Plawgo         | Polen          | 49,13    |
| 2     | Minás Alozídis       | Griechenland   | 49,31    |
| 3     | Naman Keïta          | Frankreich     | 49,34    |
| 4     | Alexander Derewjagin | Russland       | 49,72    |
| 5     | Milan Kotur          | Kroatien       | 50,69    |
| DSQ   | Ryan Dinham          | Großbritannien |          |
| DNS   | Ondřej Daněk         | Tschechien     |          |

### Vorlauf 2

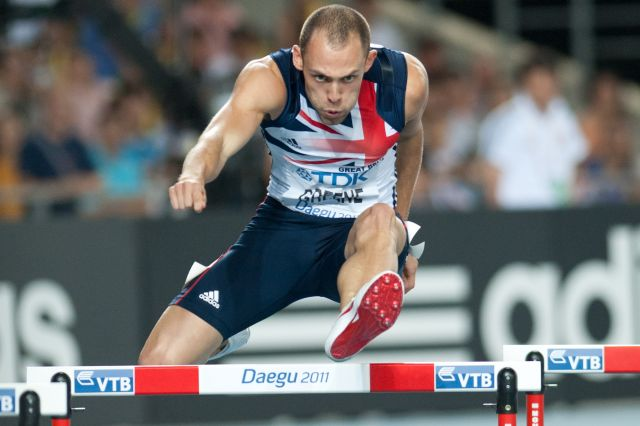
Platz frei in seinem Vorlauf reichte David Greene nicht für die Finalteilnahme

9. August 2006, 17:46 Uhr
| Platz | Name                    | Nation         | Zeit (s) |
| ----- | ----------------------- | -------------- | -------- |
| 1     | Periklís Iakovákis      | Griechenland   | 49,43    |
| 2     | Sébastien Maillard      | Frankreich     | 50,22    |
| 3     | David Greene            | Großbritannien | 50,66    |
| 4     | Michal Uhlík            | Tschechien     | 50,69    |
| 5     | Christian Grossenbacher | Schweiz        | 50,93    |
| 6     | Laurent Ottoz           | Italien        | 51,22    |
| 7     | Eduardo Iván Rodríguez  | Spanien        | 51,24    |

### Vorlauf 3

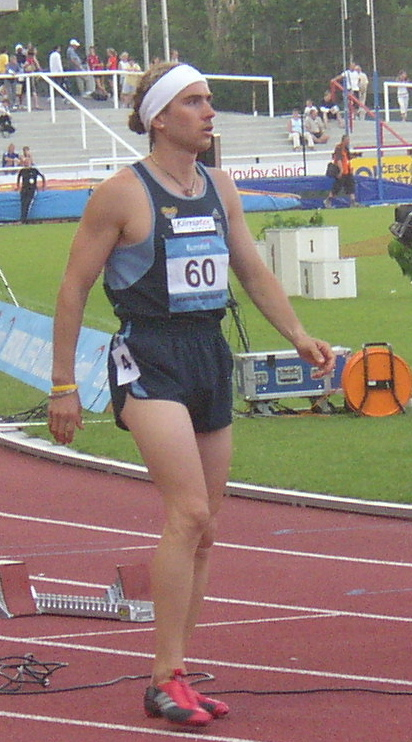
Jiří Mužík – trotz Rang drei in seinem Rennen schied er aus

9. August 2006, 17:52 Uhr
| Platz | Name              | Nation         | Zeit (s) |
| ----- | ----------------- | -------------- | -------- |
| 1     | Rhys Williams     | Großbritannien | 49,58    |
| 2     | Gianni Carabelli  | Italien        | 49,97    |
| 3     | Jiří Mužík        | Tschechien     | 50,29    |
| 4     | Wladimir Antmanis | Russland       | 50,57    |
| 5     | Pláton Gavélas    | Griechenland   | 50,77    |
| 6     | Heni Kechi        | Frankreich     | 50,78    |
| 7     | Tuncay Örs        | Türkei         | 51,14    |
| 8     | José María Romera | Spanien        | 51,73    |

## Finale
10. August 2006, 19:40 Uhr
| Platz | Name                 | Nation         | Zeit (s) |
| ----- | -------------------- | -------------- | -------- |
| 1     | Periklís Iakovákis   | Griechenland   | 48,46    |
| 2     | Marek Plawgo         | Polen          | 48,71    |
| 3     | Rhys Williams        | Großbritannien | 49,12    |
| 4     | Naman Keïta          | Frankreich     | 49,13    |
| 5     | Sébastien Maillard   | Frankreich     | 49,54    |
| 6     | Gianni Carabelli     | Italien        | 49,60    |
| 7     | Minás Alozídis       | Griechenland   | 49,61    |
| 8     | Alexander Derewjagin | Russland       | 50,31    |

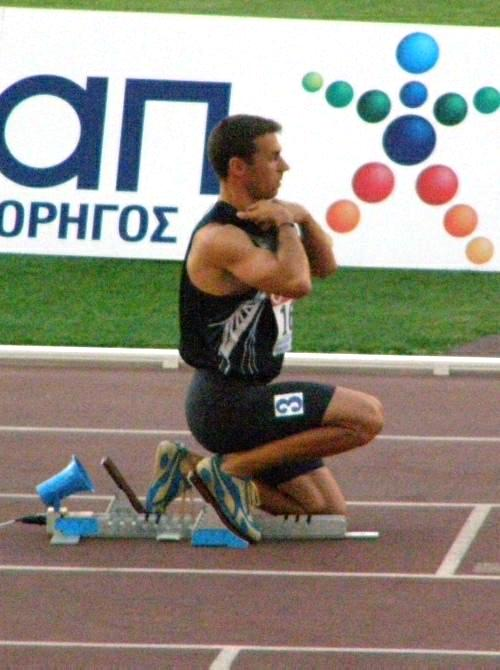
Nach WM-Bronze 2003 errang Periklís Iakovákis EM-Gold

Das Ergebnis dieses Rennens wies keine Überraschungen auf, Periklis Iakovákis hatte im Vorfeld die beste Zeit vorgelegt, Marek Plawgo und Naman Keïta gehörten wegen ihrer Erfahrung zu den Mitfavoriten, Rhys Williams hatte von den Commonwealth Games eine schnelle Bestzeit mitgebracht. Der Rennverlauf bot hingegen durchaus eine Überraschung, denn nach der letzten Hürde lag Williams noch deutlich zurück. Trotzdem konnte er den sowohl als Hürdenläufer als auch als Staffelläufer erfahrenen Keïta im Auslauf noch ganz knapp überflügeln.

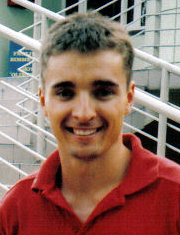
Vizeeuropameister Marek Plawgo
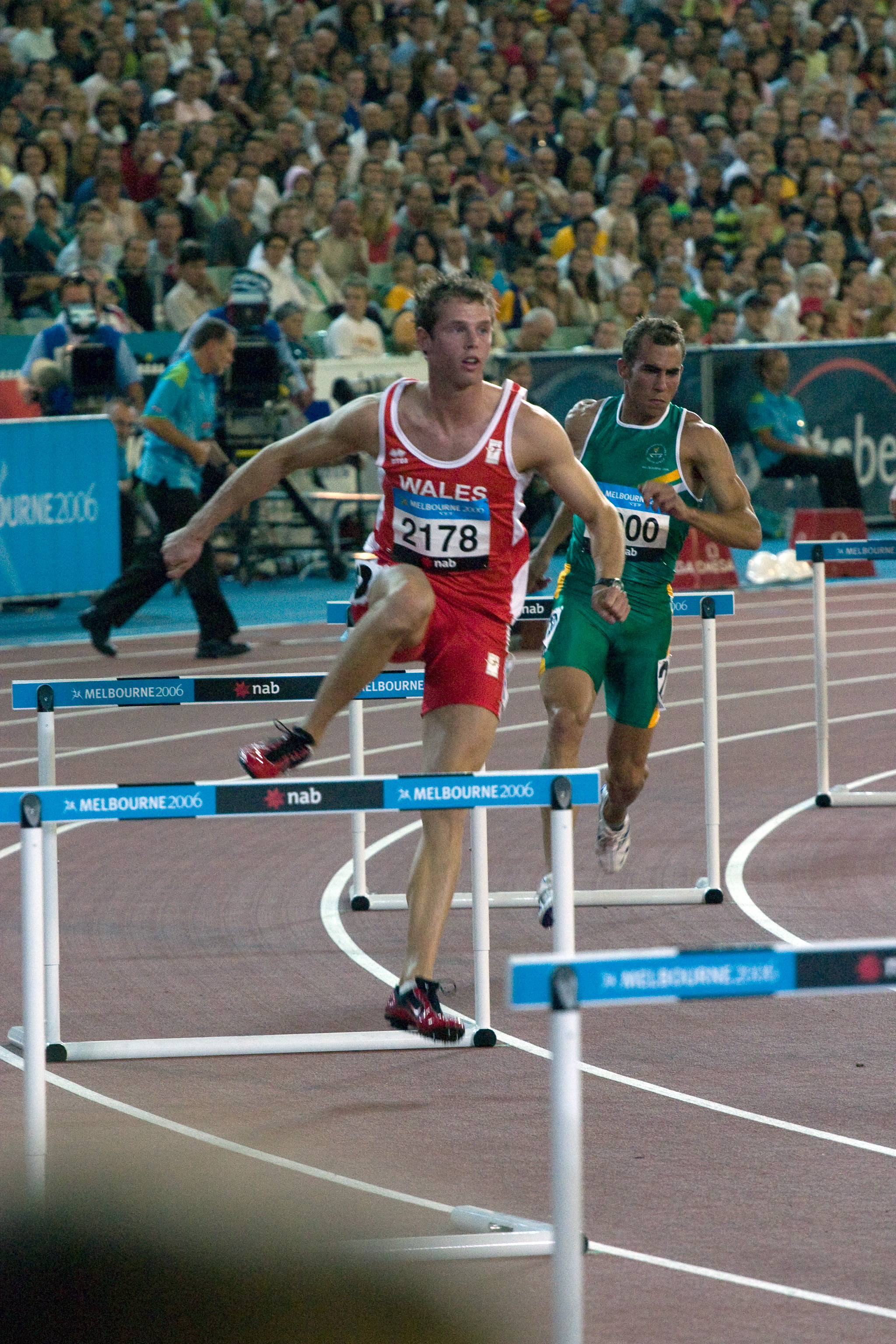
Bronzemedaillengewinner Rhys Williams
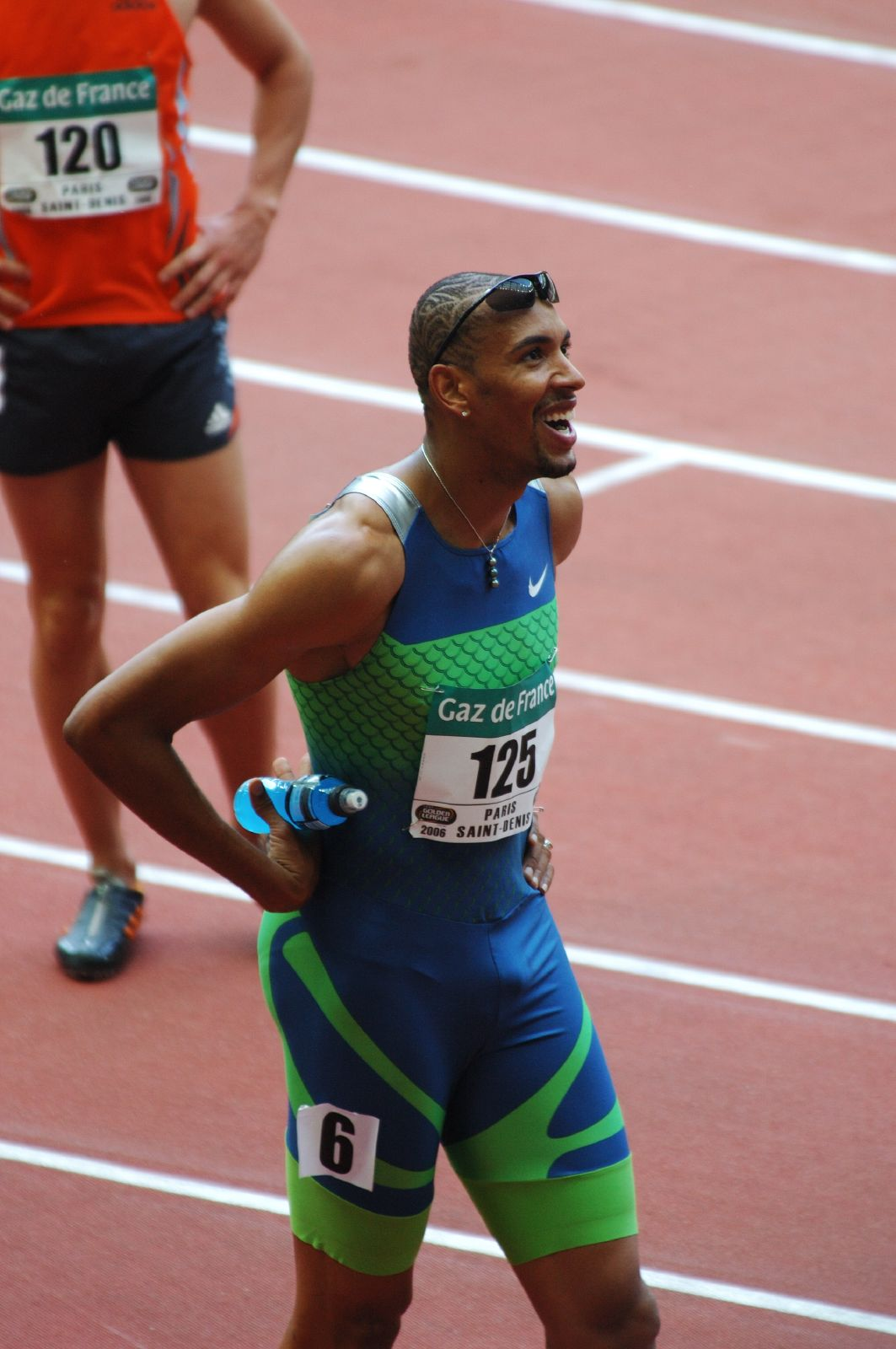
Naman Keïta erreichte Platz vier
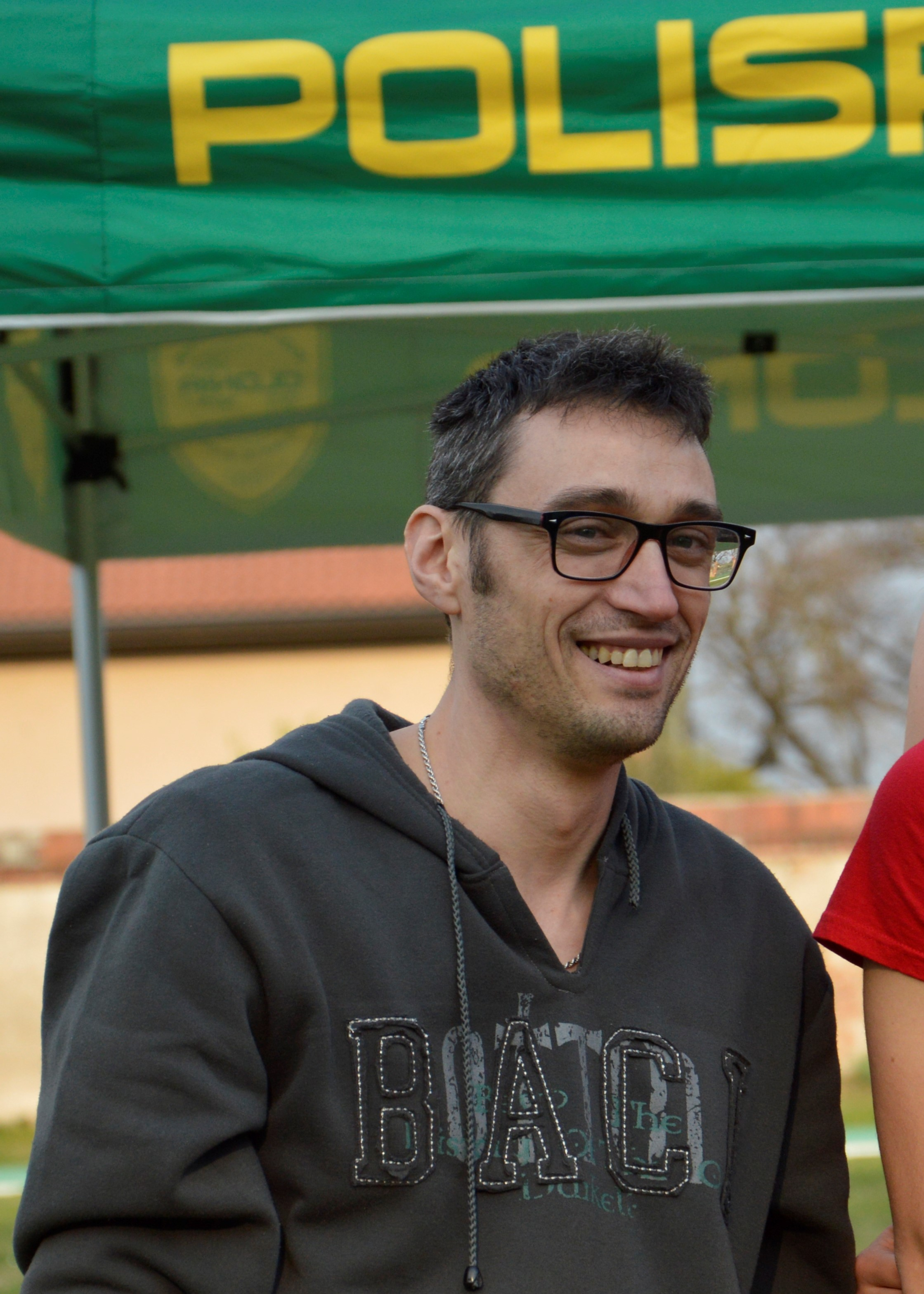
Gianni Carabelli (hier im Jahr 2018) kam auf den sechsten Platz

## Videolinks
- 2006 European Championships Men's 400m Hurdlesm, youtube.com, abgerufen am 27. Januar 2023
- Minas Alozidis Men’s European championship Final 2006, 400m h, youtube.com, abgerufen am 27. Januar 2023